# Tour d'Estonie 2013
La 1re édition du Tour d'Estonie a eu lieu du 30 mai au 1er juin 2013 sur quatre étapes courues entre Viimsi et Tartu pour une distance totale de 470 km. La victoire finale est revenue à Gert Jõeäär, premier vainqueur de l’épreuve.

## Présentation

### Équipes
| Nom de l'équipe              | Pays    | Code |
| ---------------------------- | ------- | ---- |
| Androni Giocattoli-Venezuela | Italie  | AND  |
| CCC Polsat Polkowice         | Pologne | CCC  |
| RusVelo                      | Russie  | RVL  |

| Nom de l'équipe                 | Pays        | Code |
| ------------------------------- | ----------- | ---- |
| Équipe nationale d'Estonie      | Estonie     | EST  |
| Équipe nationale de Biélorussie | Biélorussie | BLR  |
| Équipe nationale de Finlande    | Finlande    | FIN  |

| Nom de l'équipe                 | Pays        | Code |
| ------------------------------- | ----------- | ---- |
| Alpha Baltic-Unitymarathons.com | Lettonie    | ALB  |
| Amore & Vita                    | Ukraine     | AMO  |
| Astana Continental              | Kazakhstan  | AS2  |
| BDC-Marcpol                     | Pologne     | BDC  |
| Christina Watches-Onfone        | Danemark    | CWO  |
| Concordia Forsikring-Riwal      | Danemark    | VPC  |
| Frøy-Bianchi                    | Norvège     | FRB  |
| People4you-Unaas                | Suède       | PPY  |
| Rietumu-Delfin                  | Lettonie    | RBD  |
| Synergy Baku Project            | Azerbaïdjan | BCP  |
| Wibatech-Brzeg                  | Pologne     | WIB  |

## Étapes
| Étape      | Date     | Villes étapes     |  | Distance (km) | Vainqueur d’étape   | Leader du classement général |
| ---------- | -------- | ----------------- |  | ------------- | ------------------- | ---------------------------- |
| 1rea étape | 30 mai   | Viimsi - Viimsi   |  | 125           | Leonid Krasnov      | Leonid Krasnov               |
| 1reb étape | 30 mai   | Tallinn - Tallinn |  | 3             | Gert Jõeäär         | Gert Jõeäär                  |
| 2e étape   | 31 mai   | Tallinn - Tartu   |  | 192           | Angelo Furlan       | Gert Jõeäär                  |
| 3e étape   | 1er juin | Tartu - Tartu     |  | 150           | Bartłomiej Matysiak | Gert Jõeäär                  |

## Déroulement de la course

### 1rea étape
|   | Coureur          | Pays     | Équipe                          |    | Temps           |
| - | ---------------- | -------- | ------------------------------- | -- | --------------- |
| 1 | Leonid Krasnov   | Russie   | RusVelo                         | en | 2 h 40 min 06 s |
| 2 | Konrad Dąbkowski | Pologne  | BDC-Marcpol                     | +  | m.t             |
| 3 | Linus Dahlberg   | Suède    | People4you-Unaas                |    | m.t             |
| 4 | Emīls Liepiņš    | Lettonie | Alpha Baltic-Unitymarathons.com |    | m.t             |
| 5 | Marco Benfatto   | Italie   | Astana Continental              |    | m.t             |

|   | Coureur          | Pays     | Équipe                          |    | Temps           |
| - | ---------------- | -------- | ------------------------------- | -- | --------------- |
| 1 | Leonid Krasnov   | Russie   | RusVelo                         | en | 2 h 40 min 06 s |
| 2 | Konrad Dąbkowski | Pologne  | BDC-Marcpol                     | +  | 2 s             |
| 3 | Gert Jõeäär      | Estonie  | Équipe nationale d'Estonie      |    | 3 s             |
| 4 | Linus Dahlberg   | Suède    | People4you-Unaas                |    | 4 s             |
| 5 | Emīls Liepiņš    | Lettonie | Alpha Baltic-Unitymarathons.com |    | 4 s             |

### 1reb étape
|   | Coureur            | Pays      | Équipe                     |    | Temps      |
| - | ------------------ | --------- | -------------------------- | -- | ---------- |
| 1 | Gert Jõeäär        | Estonie   | Équipe nationale d'Estonie | en | 4 min 31 s |
| 2 | Fredrik Ludvigsson | Suède     | People4you-Unaas           | +  | 1 s        |
| 3 | Stefan Schumacher  | Allemagne | Christina Watches-Onfone   |    | 4 s        |
| 4 | Davide Rebellin    | Italie    | CCC Polsat Polkowice       |    | 8 s        |
| 5 | Jarosław Marycz    | Pologne   | CCC Polsat Polkowice       |    | 9 s        |

|   | Coureur            | Pays      | Équipe                     |    | Temps          |
| - | ------------------ | --------- | -------------------------- | -- | -------------- |
| 1 | Gert Jõeäär        | Estonie   | Équipe nationale d'Estonie | en | 2h 44 min 31 s |
| 2 | Fredrik Ludvigsson | Suède     | People4you-Unaas           | +  | 4 s            |
| 3 | Stefan Schumacher  | Allemagne | Christina Watches-Onfone   |    | 7 s            |
| 4 | Davide Rebellin    | Italie    | CCC Polsat Polkowice       |    | 11 s           |
| 5 | Jarosław Marycz    | Pologne   | CCC Polsat Polkowice       |    | 12 s           |

### 2eétape
|   | Coureur            | Pays    | Équipe                       |    | Temps           |
| - | ------------------ | ------- | ---------------------------- | -- | --------------- |
| 1 | Angelo Furlan      | Italie  | Christina Watches-Onfone     | en | 4 h 55 min 53 s |
| 2 | Linus Dahlberg     | Suède   | People4you-Unaas             | +  | m.t             |
| 3 | Konrad Dąbkowski   | Pologne | BDC-Marcpol                  |    | m.t             |
| 4 | Antonio Parrinello | Italie  | Androni Giocattoli-Venezuela |    | m.t             |
| 5 | Leonid Krasnov     | Russie  | RusVelo                      |    | m.t             |

|   | Coureur            | Pays      | Équipe                     |    | Temps           |
| - | ------------------ | --------- | -------------------------- | -- | --------------- |
| 1 | Gert Jõeäär        | Estonie   | Équipe nationale d'Estonie | en | 7 h 40 min 27 s |
| 2 | Fredrik Ludvigsson | Suède     | People4you-Unaas           | +  | 4 s             |
| 3 | Stefan Schumacher  | Allemagne | Christina Watches-Onfone   |    | 7 s             |
| 4 | Linus Dahlberg     | Suède     | People4you-Unaas           |    | 9 s             |
| 5 | Davide Rebellin    | Italie    | CCC Polsat Polkowice       |    | 11 s            |

### 3eétape
|   | Coureur             | Pays       | Équipe                     |    | Temps           |
| - | ------------------- | ---------- | -------------------------- | -- | --------------- |
| 1 | Bartłomiej Matysiak | Pologne    | CCC Polsat Polkowice       | en | 3 h 21 min 34 s |
| 2 | Ilya Davidenok      | Kazakhstan | Astana Continental         | +  | m.t             |
| 3 | Leonid Krasnov      | Russie     | RusVelo                    |    | m.t             |
| 4 | Linus Dahlberg      | Suède      | People4you-Unaas           |    | m.t             |
| 5 | Alo Jakin           | Estonie    | Équipe nationale d'Estonie |    | m.t             |

|   | Coureur             | Pays      | Équipe                     |    | Temps            |
| - | ------------------- | --------- | -------------------------- | -- | ---------------- |
| 1 | Gert Jõeäär         | Estonie   | Équipe nationale d'Estonie | en | 11 h 02 min 01 s |
| 2 | Fredrik Ludvigsson  | Suède     | People4you-Unaas           | +  | 4 s              |
| 3 | Stefan Schumacher   | Allemagne | Christina Watches-Onfone   |    | 7 s              |
| 4 | Bartłomiej Matysiak | Pologne   | CCC Polsat Polkowice       |    | 7 s              |
| 5 | Linus Dahlberg      | Suède     | People4you-Unaas           |    | 9 s              |

## Classements finals

### Classement général
|    | Cycliste            | Pays       | Équipe                     |    | Temps            |
| -- | ------------------- | ---------- | -------------------------- | -- | ---------------- |
| 1  | Gert Jõeäär         | Estonie    | Equipe nationale d'Estonie | en | 11 h 02 min 01 s |
| 2  | Fredrik Ludvigsson  | Suède      | People4you-Unaas           | +  | 4 s              |
| 3  | Stefan Schumacher   | Allemagne  | Christina Watches-Onfone   |    | 7 s              |
| 4  | Bartłomiej Matysiak | Pologne    | CCC Polsat Polkowice       |    | 7 s              |
| 5  | Linus Dahlberg      | Suède      | People4you-Unaas           |    | 9 s              |
| 6  | Davide Rebellin     | Italie     | CCC Polsat Polkowice       |    | 11 s             |
| 7  | Ilya Davidenok      | Kazakhstan | Astana Continental         |    | 13 s             |
| 8  | Martin Mortensen    | Danemark   | Concordia Forsikring-Riwal |    | 14 s             |
| 9  | Alo Jakin           | Estonie    | Équipe nationale d'Estonie |    | 15 s             |
| 10 | Connor McConvey     | Irlande    | Synergy Baku Project       |    | 15 s             |

### Classements annexes
|   | Cycliste       | Pays   | Équipe                   | Points |
| - | -------------- | ------ | ------------------------ | ------ |
| 1 | Leonid Krasnov | Russie | RusVelo                  | 24     |
| 2 | Linus Dahlberg | Suède  | People4you-Unaas         | 24     |
| 3 | Angelo Furlan  | Italie | Christina Watches-Onfone | 15     |

|   | Cycliste       | Pays    | Équipe                     | Points |
| - | -------------- | ------- | -------------------------- | ------ |
| 1 | Mateusz Komar  | Pologne | BDC-Marcpol                | 9      |
| 2 | Mats Andersson | Suède   | Concordia Forsikring-Riwal | 6      |
| 3 | Piotr Kirpsza  | Pologne | BDC-Marcpol                | 3      |

|   | Cycliste           | Pays       | Équipe             |    | Temps            |
| - | ------------------ | ---------- | ------------------ | -- | ---------------- |
| 1 | Fredrik Ludvigsson | Suède      | People4you-Unaas   | en | 11 h 02 min 05 s |
| 2 | Ilya Davidenok     | Kazakhstan | Astana Continental | +  | 9 s              |
| 3 | Toms Skujiņš       | Lettonie   | Rietumu-Delfin     |    | 14 s             |

|   | Équipe               | Pays     |    | Temps            |
| - | -------------------- | -------- | -- | ---------------- |
| 1 | People4you-Unaas     | Suède    | en | 18 h 19 min 02 s |
| 2 | CCC Polsat Polkowice | Pologne  | +  | 1 s              |
| 3 | Rietumu-Delfin       | Lettonie |    | 22 s             |

## Évolution des classements
| Étape              | Vainqueur           | Classement général | Classement par points | Classement de la montagne | Classement du meilleur jeune | Classement par équipes          |
| ------------------ | ------------------- | ------------------ | --------------------- | ------------------------- | ---------------------------- | ------------------------------- |
| 1a                 | Leonid Krasnov      | Leonid Krasnov     | Emīls Liepiņš         | Non décerné               | Emīls Liepiņš                | Alpha Baltic-Unitymarathons.com |
| 1b                 | Gert Jõeäär         | Gert Jõeäär        | Emīls Liepiņš         | Non décerné               | Fredrik Ludvigsson           | People4you-Unaas                |
| 2                  | Angelo Furlan       | Gert Jõeäär        | Linus Dahlberg        | Mateusz Komar             | Fredrik Ludvigsson           | People4you-Unaas                |
| 3                  | Bartłomiej Matysiak | Gert Jõeäär        | Leonid Krasnov        | Mateusz Komar             | Fredrik Ludvigsson           | People4you-Unaas                |
| Classements finals | Classements finals  | Gert Jõeäär        | Leonid Krasnov        | Mateusz Komar             | Fredrik Ludvigsson           | People4you-Unaas                |